# LINEモバイル
LINEモバイル株式会社（英: LINE MOBILE Corporation）は、日本のMVNO。NAVERグループ、ソフトバンクグループのLINE株式会社とソフトバンクグループのソフトバンク株式会社の合弁子企業である。東京都新宿区に拠点を置いていた。

## 概要
ドコモ回線・ソフトバンク回線・au回線を利用したマルチキャリア対応のMVNO事業者である。料金プランは3種類用意されドコモ回線向けには定額制音楽配信LINE MUSICやLINE・Twitter・Facebook・InstagramといったSNSの通信容量がカウントされないデータフリーを行っていた。ソフトバンク回線は2018年秋までデータフリー機能に対応できないためデータ容量2倍キャンペーンを実施していた。現在は回線に関係なく選択したプランが適用される。公式アプリ・ブラウザからの公式サイトアクセス以外はデータフリーの対象にならない。テザリングで他の端末からでも条件を満たせばカウントフリーになる。LINE公式サイトはSNS機能が無いため対象外、LINEモバイルの契約関連もLINEアプリで出来るため公式サイトは当然対象外である。
支払い方法はクレジットカード（LINE Pay決済を含む）とLINE Payカードでできる。LINEPayカードの支払いは毎月5日である、
いずれの料金プランの音声通話SIMから発信する通話料金は30秒あたり20円だが、LINEの通話アプリ「いつでも電話」から発信すると30秒あたり10円で発信できる。また、月額880円の「10分電話かけ放題」オプションに加入することで「いつでも電話」アプリを利用した10分以内の通話がかけ放題になる。ただし通話アプリ「いつでも電話」からは110番・118番・119番といった緊急通報用電話番号、フリーダイヤルやナビダイヤルには発信できない。非通知・短時間で問題なければLINE OUT freeを使えばデータフリーの対象になるのでほぼ完全に無料になる（ほぼなのは広告が対象にならないためである）。
2017年7月18日からLINE MUSICオプションが提供開始され、通常月額889円かかるLINE MUSICの利用料金がLINEモバイル利用者向けに750円で提供されている。
LINEの関連会社のため年齢認証が可能である。三大キャリア以外ではソフトバンクグループのワイモバイルのみである。

### 独立系からソフトバンクグループ入り
2010年代中盤に、中国・台湾メーカーのSIMフリースマートフォンが日本で次々と発売されるようになるのに合わせ、MVNOへの新規参入企業が相次ぐ中、すでにコミュニケーションアプリの「LINE」で高い知名度を誇る同社のMVNO参入は注目を集めた。しかし、CMキャラクターにのんなど有名女優を起用したものの、LINEモバイルを含めMVNOのネックとなっていた通信速度面などで、2010年代後半からのY!mobile・UQ mobileの大手サブブランドの台頭に太刀打ちできず、ソフトバンクグループ入りした。

### ソフトバンクにサービス統合・新規受け付け終了へ
2020年12月22日、ソフトバンクは2021年3月からオンライン専用の新ブランドである「SoftBank on LINE」を発表すると共に、LINEとZホールディングスが経営統合するのを機にLINEモバイルを完全子会社化し、吸収合併を行うことを発表した。これに伴い、LINEモバイルは店頭では2021年2月28日、WEBでは同年3月31日11時で新規の受付をそれぞれ終了することを発表した。なお、既存契約者については引き続き現在の契約内容で利用できる。なお、2021年2月18日に「SoftBank on LINE」の名称を「LINEMO」に変更し、正式なサービス開始日を同年3月17日と発表。また、当初の発表では含まれていた5分間の無料通話をオプション化することで、月額料金を500円引き下げ、auのpovoと同じ料金とした。
2021年4月9日、ソフトバンクはLINEからLINEモバイルの株式40.05%を取得し、完全子会社化した。
2021年10月22日、ソフトバンクはLINEモバイルを2022年3月1日付でサービス統合することを発表した。ただし、これまで展開してきたサービスは今後も継続されるため、利用者には特段の問題が生じないようになっている。

## 料金プラン
ドコモ回線・ソフトバンク回線・au回線とも共通であり、「SIMタイプ」「データ容量」 「データフリーオプション」の中から選択する。余剰データ通信量は翌月まで繰り越しが可能で、LINEモバイルを利用している家族・友人にLINEアプリでプレゼントすることができる。容量不足時の容量追加は0.5GBあたり500円。解約時には期間を問わず一律1,000円の解約事務手数料が発生する。

### LINEデータフリー（ベーシックプラン）
LINEアプリのトーク・通話・ビデオ通話がデータフリーとなる。利用料金を抑えたい利用者向け。500MBの設定はLINEデータフリーのみとなる。
| 容量  | データSIM（SMS付） | 音声通話SIM |
| ----- | ------------------ | ----------- |
| 500MB | 月額600円          | 月額1,100円 |
| 3GB   | 月額980円          | 月額1,480円 |
| 6GB   | 月額1,700円        | 月額2,200円 |
| 12GB  | 月額2,700円        | 月額3,200円 |

### SNSデータフリー（+280円）
LINE・Twitter・Facebookのデータフリーとなっており、容量は3GBから12GBまで3段階用意されている。SNSを頻繁に利用したい利用者向けとなっている。
| 容量 | データSIM（SMS付） | 音声通話SIM |
| ---- | ------------------ | ----------- |
| 3GB  | 月額1,260円        | 月額1,760円 |
| 6GB  | 月額1,980円        | 月額2,480円 |
| 12GB | 月額2,980円        | 月額3,480円 |

### SNS音楽データフリー（+480円）
LINE・Twitter・Facebook・Instagram・LINE MUSIC・Spotify・AWAがデータフリーとなる。音楽ストリーミングサービスを聴きながらSNSを利用したい利用者向けとなっている。
| 容量 | データSIM（SMS付） | 音声通話SIM |
| ---- | ------------------ | ----------- |
| 3GB  | 月額1,460円        | 月額1,960円 |
| 6GB  | 月額2,180円        | 月額2,680円 |
| 12GB | 月額3,180円        | 月額3,680円 |

### オプションサービス
データ容量の追加購入は月3回まで。3GBの設定はドコモ回線向けのみ
| サービス名                | 料金       |
| ------------------------- | ---------- |
| 10分電話かけ放題          | 月額880円  |
| LINE MUSICオプション      | 月額750円  |
| Wi-Fiオプション           | 月額200円  |
| 購入端末保証              | 月額450円  |
| 持込端末保証              | 月額500円  |
| データ容量の追加購入0.5GB | 1回500円   |
| データ容量の追加購入1GB   | 1回1,000円 |
| データ容量の追加購入3GB   | 1回3,000円 |

## 旧・料金プラン（2020年2月18日までの契約）
下記のプランの契約者はそのまま利用できる。ただしプラン・容量・SIMカード(au回線は除く)の変更をするには新料金プランの選択しかできない。音声通話SIMの1年縛りは無くなるが、新プランはすべてに解約時に1,000円となる。
ドコモ回線は新しいSIMが送ってきて設定変更が終わった時点、au・ソフトバンク回線は翌月1日から変更になる。

### LINEフリープラン
LINEアプリの通話・トークのみデータフリーとなっている。このプランは容量1GBのみで、SMSの有無も選択でき利用料金を抑えたい利用者向けとなっている。データ容量を追加購入すると3GBのコミュニケーションフリープランより割高になる。
| 容量 | データSIM（SMS無） | データSIM（SMS付） | 音声通話SIM |
| ---- | ------------------ | ------------------ | ----------- |
| 1GB  | 月額500円          | 月額620円          | 月額1,200円 |

### コミュニケーションフリープラン
LINE・Twitter・Facebook・Instagramのデータフリーとなっており、容量は3GBから10GBまで4段階用意されている。SNSを頻繁に利用したい利用者向けとなっている。
| 容量 | データSIM（SMS付） | 音声通話SIM |
| ---- | ------------------ | ----------- |
| 3GB  | 月額1,110円        | 月額1,690円 |
| 5GB  | 月額1,640円        | 月額2,220円 |
| 7GB  | 月額2,300円        | 月額2,880円 |
| 10GB | 月額2,640円        | 月額3,220円 |

### MUSIC＋プラン
LINE MUSIC・LINE・Twitter・Facebook・Instagramのデータフリー。LINE MUSICで音楽を聴きながらSNSを利用したい利用者向けとなっている。LINE MUSICの料金は別途支払う必要がある。
| 容量 | データSIM（SMS付） | 音声通話SIM |
| ---- | ------------------ | ----------- |
| 3GB  | 月額1,810円        | 月額2,390円 |
| 5GB  | 月額2,140円        | 月額2,720円 |
| 7GB  | 月額2,700円        | 月額3,280円 |
| 10GB | 月額2,940円        | 月額3,520円 |

### オプションサービス
データ容量の追加購入は月3回まで。3GBの設定はドコモ回線向けのみ
| サービス名                | 料金       |
| ------------------------- | ---------- |
| 10分電話かけ放題          | 月額880円  |
| LINE MUSICオプション      | 月額750円  |
| Wi-Fiオプション           | 月額200円  |
| 購入端末保証              | 月額450円  |
| 持込端末保証              | 月額500円  |
| データ容量の追加購入0.5GB | 1回500円   |
| データ容量の追加購入1GB   | 1回1,000円 |
| データ容量の追加購入3GB   | 1回3,000円 |

## LINEMO
2021年3月17日から開始されるLINEモバイルの後継のサービス。

## 沿革
- 2016年2月26日 - LMN株式会社設立。
- 2016年3月24日 - LINEがモバイル通信事業参入を発表[16]。
- 2016年6月1日 - LINEモバイル株式会社へ商号変更。
- 2016年9月5日 - ドコモ回線向けサービス先行販売開始[17]。
- 2016年9月21日 - ドコモ回線向けサービス正式販売開始。
- 2016年11月22日 - Amazonで販売開始[18]。
- 2017年3月15日 - ビックカメラとヨドバシカメラで店頭販売開始[19]。
- 2017年6月20日 - 「いつでも電話」「10分電話かけ放題」提供開始[20]。
- 2017年7月18日 - 「LINE MUSICオプション」提供開始[21]。
- 2018年3月20日 - ソフトバンクと資本提携[22]。
- 2018年7月2日 - ソフトバンク回線向けサービス提供開始[23]。
- 2018年7月19日 - ソフトバンク回線向けにiPhone SEを販売開始 [24]。
- 2018年8月2日 - ソフトバンク回線向けに「1Mbps以上キープチャレンジキャンペーン」開始[25]。
- 2019年4月 - 第三者割当増資によりLINEの持ち分が40%へ減少 [26]。
- 2019年4月22日 - au回線向けサービス提供開始 [27]。
- 2020年2月19日 - 料金プランが大きく変更された[28]。
- 2020年7月21日 - 「SNS音楽データフリー」に「Spotify」「AWA」が追加[29]。
- 2021年3月 - 本モバイルの新規受け付けを終了[10]。
- 2021年4月9日 - ソフトバンクが完全子会社化[14]。
- 2022年3月1日 - ソフトバンクに吸収合併され解散[15]。

## CMイメージキャラクター
- 本田翼（2019年～2021年）

### 過去
- のん

## 海外展開
タイと台湾においても、LINEの現地法人が現地通信キャリアと提携したMVNOとしてサービスを展開していたが（タイはトータル・アクセス・コミュニケーション、台湾は遠伝電信）、タイは2019年にサービス名を「Finn Mobile」に変更、台湾も2021年に提携先の遠伝電信に吸収合併されサービスを終了している。